# PCSX2
PCSX2は、フリーかつオープンソースで開発されているPlayStation 2（以下PS2）エミュレータである。対応OSは、Microsoft Windows、Linux、macOS。
高いレベルの互換性と機能を備え、PS2タイトルを幅広くサポートしている。

## 概要
2002年に開発が開始された。アンチエイリアシング、テクスチャフィルタリングにより、ネイティブ解像度の最大8倍に画質を向上させる機能など、従来のPS2本体でのゲームプレイよりも、改善された環境で遊ぶことができる。

## 特徴
PS2ソフトを動作させるには、標準的なx86アーキテクチャを採用したPCで、異なるアーキテクチャによるEmotion Engineの動作を再現する必要があり、その点が大きなボトルネックとなっていた。各プロセッサは独立してエミュレートできるが、それらを正確に同期して、動作の忠実な再現を行うことが困難であったが、開発の進展に伴い、実用的なエミュレータへと進化していった。
Android用のPS2エミュレータ「AetherSX2」や 、2022年にリリースされたXbox Series X/Sへの移植版の「XBSX2」も、PCSX2をベースにしている。

### プラグイン
前身となるプロジェクト「PCSX」と同様に、PSEmu Pro仕様のプラグインが、コアエミュレータからいくつかの機能を分離して存在する、プラグインタイプのエミュレータである。グラフィックス、オーディオ、入力コントロール、CD/DVDドライブ、USBやFireWire(i.LINK)ポート等の各機能をそれぞれのプラグインが再現する。
異なるプラグインを利用することで、互換性とパフォーマンスの両方で異なる結果をもたらす可能性があるため、1つのプラグインでパフォーマンスが改善しない場合は、より別のものを試して高速化することもできる。
代表的なプラグインには、以下のようなものがある。
| 名称           | 機能           | 詳細 |
| -------------- | -------------- | --- |
| GSdx           | 映像           | 最も速く、最も正確なグラフィックプラグイン。OpenGLかDirect3Dのサポートが必要で、オプションでGPUをできる。PS1とも互換性はあるが、ソフトウェアレンダリングに限定される。非公式のToCAEDITバージョンとGSdx-Cutieバージョンもある。 |
| GSdx FX        | 映像           | GSdxプラグインのためのポストプロセシングシェーダーパック。 |
| ZZogl          | 映像           | OpenGLを使用するあまり最適化されていないグラフィックプラグイン。LinuxとWindowsと互換性がある。ZeroGS KOSMOSプラグインのフォーク。                                                                                              |
| SPU2-X         | 音声           | 最も正確な音声プラグイン。 |
| SSSPSX Pad     | 入力           | シンプルな入力プラグイン。 |
| LilyPad        | 入力           | キーボード、マウス、コントローラに対応する、より先進的な入力プラグイン。 |
| Nuvee          | 入力           | ライトガンとUSBマウスをサポートする入力プラグイン。 |
| TwinPad        | 入力           | マウス、コントローラに対応する入力プラグイン。 |
| XPad           | 入力           | XBOX 360の純正コントローラに対応する入力プラグイン。 |
| CDVD           | ディスク       | PS2の光ディスク自体から、ゲームを動作させるためのプラグイン。 |
| Linuz ISO CDVD | ディスク       | PS2の光ディスクのISOイメージを圧縮するためのプラグイン。 |
| Dev9           | ハードドライブ | PS2のHDDユニットとイーサネットを再現できるプラグイン。 |
| MegaDev9       | ハードドライブ | Dev 9の機能追加版。HDDの動作再現のみ対応する。 |
| ネットプレイ   | ネットプレイ   | インターネットでの対戦を楽しめるプラグイン。 |

v1.7.0-dev-1420において、PCSX2はすべての機能をコアエミュレータに統合し、プラグインの概念を排除した64bit版をリリースしている。統合された機能はGSdx映像プラグイン、SPU2音声プラグイン、Lillypad (Windows)もしくはOnepad (Linux)入力プラグイン、DEV9プラグイン、CDVDプラグインである。

### 互換性
バージョン0.9より前のバージョンは動作が低速で、最も早く動作するソフトウェアでも2～15FPS程度しか出ず、非実用的だった。しかし、2006年4月に発表されたバージョン0.9以降、デュアルコアCPU（Athlon 64 X2とCore 2 Duoなど）をサポートし、マルチスレッド化による最適化がなされて、パフォーマンスが大幅に向上し、大半の2Dゲームにおいては実機での動作と大差のない体感速度になった。バージョン1.0からはさらに互換性が向上し3Dゲームの動作も実機と大差なくできるタイトルが増えてきている。
2021年11月現在では、PS2タイトルの97%が、軽微な問題はあるものの、エミュレータで「プレイ可能」とされている。22タイトルは「完璧」と見なされ、バグがなく、少なくとも1つを除くすべてがメニュー画面の読み込みを行える。
2016年9月からは、PlayStation(PS1)の一部タイトルに対応した。

### 動作環境
PCでの動作要件は以下のようになっている。
プラグインの改良、ハードウェアの能力向上により、動作は軽くなってはいるが、依然要求されるスペック（仕様）は高く、2Dゲームでは、3GHz前後のデュアルコアCPUがあれば、オンボードVGAで動作するものもあるが、3Dゲームでは、2016年時点のハイエンド機、3GHz以上のデュアルコアCPUに、GeForce GTX 1050 Ti以上の性能が必要である。
また、PS2の実機から吸い出したBIOSが動作に必要となるため、PS2本体が必要となる
ハードウェア要件は、主にゲームによる。エミュレーションの高い計算負荷から、最新のミッドレンジからハイエンドのPCでのみ動作する可能性が高く、ローエンドのPCである場合、完全なパフォーマンスにならない可能性がある。
ほとんどの場合、エミュレーションの処理負荷はGPUではなくCPUにかかるが、内部解像度の設定が高すぎる場合や、最適化されていない一部のゲームをプレイする場合は、GPUによって動作が遅くなる場合もある。ただ、ハードウェアが時間とともに進歩し続けるにつれて、PCSX2のパフォーマンスの問題も減少してきている。

### グラフィック改善(GSdx Plugin)
GSdxプラグインは、PS2本体よりも高画質に改善する機能がある。
- 内部解像度のアップスケーリング、アンチエイリアシング
- ポストプロセシングシェーダー、ミップマッピング (ジャック×ダクスターシリーズなどの一部タイトルの動作に必須)、バイリニアフィルタリング、トリリニアフィルタリング (OpenGLのみ)、異方性フィルタリング、ワイドスクリーン化などを行える。

### その他
どこでもセーブと動的再コンパイル(JIT)に対応する。GSdxプラグインを使用することで、フルHDでのゲームプレイの録画も行える。
他には、ゲーム速度の変更、無制限のメモリーカード機能、PNACHパッチファイルを使用したチートコードへの対応などの機能がある。

## 歴史
PCSX2の開発は、PlayStationエミュレータ「PCSX-Reloaded」のプログラマーであった開発者、LinuzappzとShadowにより、2001年に開始された。他の開発者も後にチームに加わり、いくつかのPS2タイトルを読み込めるようになった。

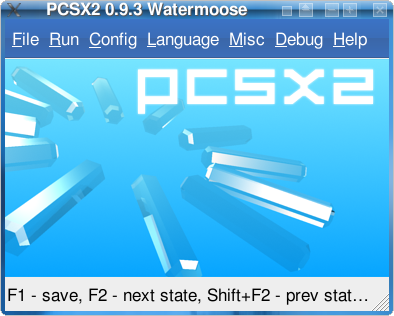
Linuxで動作するPCSX2（バージョン0.9.3）。

さらに、PS2のBIOSを動作させるという困難な作業に取り組み始め、当初は、実行はできたものの、遅さとグラフィックの不具合・歪みが存在した。その後、バージョン0.9.1が、2006年7月にリリースされた。
2007年から2011年にかけては、ネット対戦機能と速度の改善に取り組んだ。バージョン0.9.8は2011年5月にリリースされ、wxWidgetsで書かれた新しいGUIを特徴とし、LinuxやWIndowsでの互換性を改善しました。
2010年には、新しいVUのリコンパイラ追加がなされ、互換性の向上や、メモリカードエディタ、SPU2-Xオーディオプラグインのオーバーホール、および他の多くの改善をもたらした。
2022年からは、Vulkanに対応した。同年12月、WxWidgetsベースのUIからQtベースに移行された。

### PCSX2 Playground
過去、公式のPCSX2とは別に、有志がPCSX2 Playgroundというプロジェクトを立ち上げ、主にリコンパイラの精度の改善、特定のゲーム向けの修正、プラグインの改良などを行っていた。2008年12月にPCSX2の公式ウェブサイトでプロジェクトが紹介され、同時に初のパブリックリリースを行った。 2009年9月時点で、公式のPCSX2にプロジェクトが統合された。

## 評価
PCSX2は非常に高い評価を得ている。Geek.comのマシュー・ハンフリーズは「印象的」と表現した。PCワールドのアレックス・ガーネットは、PCSX2の設定の難しさを批判したが、同時に「傑作」とも評価した。Micro Martのデビッド・ヘイワードもその複雑さを批判したが、「技術的に驚くべき」とも述べた。In.comのSriram Gurunathanは、PCSX2を「間違いなく最も人気のあるエミュレータ」とした上で、サイトのトップ5エミュレータの1つであると評価した。Digital TrendsのBrandon Widderは、最高のエミュレータを紹介する記事の中で、PCSX2を取り上げた。Tom's GuideのJohn Corpuzは、最高のPC向けプレイステーションエミュレータの記事でPCSX2に言及し、「安定したプレイ可能なプレイステーション2エミュレーションに関しては、PCSX2は現時点で最高だ」と述べている。